# Cleostrat (cràter)
Cleostrato és un cràter d'impacte situat prop de l'extremitat nord-oest de la Lluna. Es troba al nord-est del cràter Xenòfanes, i a l'oest-sud-oest del prominent Pitàgores. Des de la Terra aquest cràter apareix molt allargat a causa de l'escorç.

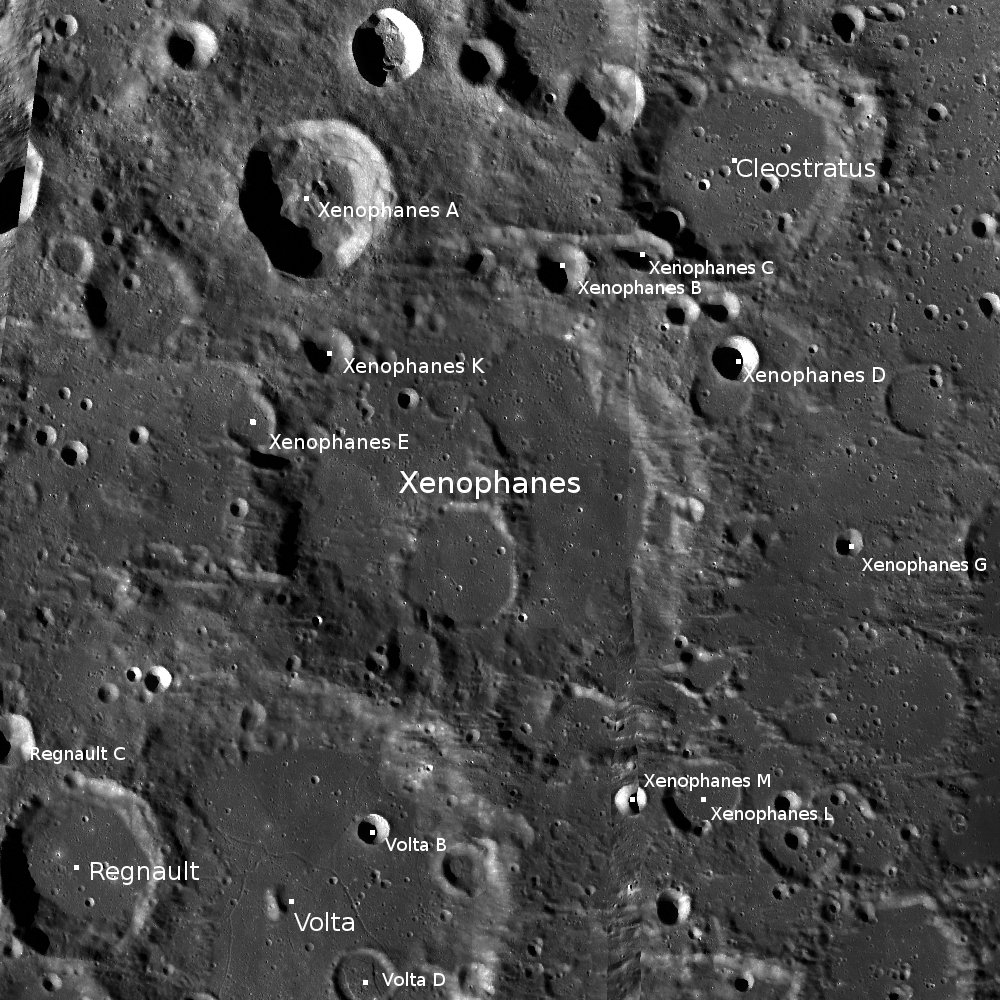
Localització de Cleostrato (a dalt a la dreta). Fotografia de la missió Lunar Reconnaissance Orbiter.

La vora d'aquest cràter s'ha convertit en suau espatlla a causa de la constant erosió causada per successius impactes, i la formació és ara només una depressió en la superfície envoltada per un relleix erosionat. Un parell de petits cràters s'estenguin més enllà del bord sud-oest, que forma part d'una cadena curta de cràters que condueixen cap a l'oest. Al llarg de la cresta del bord sud apareix una cresta lineal. El cràter satèl·lit Cleostrato E està unit a la vora del nord-oest, i envaeix lleugerament la paret interior. El sòl interior d'aquest cràter és pla i gairebé sense trets distintius, només té uns pocs petits cràters que marquen la seva superfície.

## Cràters satèl·lit
Per convenció aquests elements són identificats en els mapes lunars posant la lletra en el costat del punt central del cràter que està més prop de Cleostrato.
|            | \| Cleostrato \| Coordenades \| Diàmetre \| \| ---------- \| ------------------------------------ \| -------- \| \| A \| 62° 42′ N, 77° 18′ O / 62.7°N,77.3°O \| 35 km \| \| E \| 60° 54′ N, 79° 36′ O / 60.9°N,79.6°O \| 21 km \| \| F \| 61° 30′ N, 80° 24′ O / 61.5°N,80.4°O \| 50 km \| \| H \| 61° 12′ N, 81° 54′ O / 61.2°N,81.9°O \| 13 km \| \| J \| 61° 18′ N, 83° 48′ O / 61.3°N,83.8°O \| 20 km \| \| K \| 62° 00′ N, 81° 06′ O / 62.0°N,81.1°O \| 17 km \| \| L \| 62° 12′ N, 79° 18′ O / 62.2°N,79.3°O \| 11 km \| \| M \| 61° 30′ N, 74° 54′ O / 61.5°N,74.9°O \| 9 km \| \| N \| 60° 36′ N, 73° 06′ O / 60.6°N,73.1°O \| P4 km \| \| P \| 59° 36′ N, 72° 54′ O / 59.6°N,72.9°O \| 7 km \| \| R \| 58° 54′ N, 72° 54′ O / 58.9°N,72.9°O \| 6 km \| |          |
| Cleostrato | Coordenades | Diàmetre |
| A          | 62° 42′ N, 77° 18′ O / 62.7°N,77.3°O | 35 km    |
| E          | 60° 54′ N, 79° 36′ O / 60.9°N,79.6°O | 21 km    |
| F          | 61° 30′ N, 80° 24′ O / 61.5°N,80.4°O | 50 km    |
| H          | 61° 12′ N, 81° 54′ O / 61.2°N,81.9°O | 13 km    |
| J          | 61° 18′ N, 83° 48′ O / 61.3°N,83.8°O | 20 km    |
| K          | 62° 00′ N, 81° 06′ O / 62.0°N,81.1°O | 17 km    |
| L          | 62° 12′ N, 79° 18′ O / 62.2°N,79.3°O | 11 km    |
| M          | 61° 30′ N, 74° 54′ O / 61.5°N,74.9°O | 9 km     |
| N          | 60° 36′ N, 73° 06′ O / 60.6°N,73.1°O | P4 km    |
| P          | 59° 36′ N, 72° 54′ O / 59.6°N,72.9°O | 7 km     |
| R          | 58° 54′ N, 72° 54′ O / 58.9°N,72.9°O | 6 km     |